# Non Servium
Non Servium – grupa oi! identyfikująca się z ruchem SHARP, pochodząca z Móstoles (Madryt). Stała się znana pod koniec 1990. "Non Servium" oznacza "Nie będę służył". Wyrażenie jest powszechnie przypisywane do Lucyfera, który wypowiedział te słowa, aby wyrazić swoją odmowę służenia Bogu w niebiańskim królestwie.

## Styl
Muzyka Non Servium charakteryzuje się agresywnością, szybkością oraz mocnym wokalem. Teksty mówią o przemocy jako broni przeciwko rządowi, są przeciwko nazistom, o lojalności i przyjaźni, o politykach oraz ich kłamstwach, poruszają także tematykę kapitalizmu oraz wiele innych spraw. Mają wyraźny związek z ruchami punk i skinhead.

## Dyskografia

### Orgullo Obrero (1999)
1. Bronca
2. Non Servium
3. Punks y Skins
4. El Elegido
5. Escucha el Oi!
6. Cabezas Rapadas
7. Lucha Armada
8. Mata-hippies
9. Nosotros Somos la Venganza
10. Orgullo Obrero
11. Donde Vamos la Liamos
12. Seguimos Siendo
13. Hooligans

### N.S.A. La Santa Familia (2002)
1. Ratas
2. Violencia
3. Mi Clase
4. Antinazis
5. Jack el destripador
6. El Espíritu Del Oi!
7. En Tus Carnes
8. N.S.A. (Non Servium Army)
9. Tu Ira
10. ¿Qué Pasó En El Lieja?
11. Escucha el Oi!

### El Imperio del Mal (2007)
1. Imperio del Mal
2. Nuestra Lucha
3. Todos al Suelo
4. Mi Vida Loca
5. Cambio de Orden
6. Muerte en vida
7. El Impacto del Discreto
8. Lágrimas de Sangre
9. Dinero
10. Ratas De Ciudad
11. Warriors
12. Torpedo

### El Rodillo Del Kaos (2011)
1. El Rodillo Del Kaos
2. Generación Dormida
3. A.C.A.B.
4. Nuestra Cruz
5. Mi Barrio Or Die
6. La Maldición
7. 3 Letras
8. Sangre Por Sangre
9. Civilización
10. A.D.R.V. Hools
11. Animal
12. Bendita Locura
13. Los Putos Amos